# Клеантіс Вікелідіс (стадіон)
Стадіон «Клеантіс Вікелідіс» (грец. Γήπεδο Κλεάνθης Βικελίδης) — стадіон у місті Салоніки, Греція. 

## Інформація
«Клеантіс Вікелідіс» — домашня арена місцевого футбольного клубу «Аріс», але належить спортивному союзу міста — «Аріс». Збудований у 1951 році, у 1970-і-х роках до стадіону були прибудовані декілька нових трибун. Протягом багатьох років стадіон називався «Аріс», але у 2004 році його було перейменовано на честь гравця «Аріса» 1940-х років Клеантіса Вікелідіса. Частіше стадіон називають «Харілау», через те, що він розташований в окрузі Харілау. Стадіон вміщує 22 800 глядачів.
У 2004 році під час літніх Олімпійських ігор стадіон використовувався як тренувальне поле. В основному через проведення Олімпійських ігор стадіон було реконструйовано. В приміщеннях стадіону знаходяться фітнес-центр, басейн, різні спортивні зали, ресторан «Aris Sports Cafe», фірмовий магазин «Aris Megastore», магазин стільникового зв'язку «Aris Mobile», а також приміщення для журналістів та інших представників преси. 
11 березня 1979 року під час матчу «Аріс» — АЕК була зафіксовна рекордна кількість глядачів — 27 500, і цей рекорд тримається до цього часу.

## Галерея

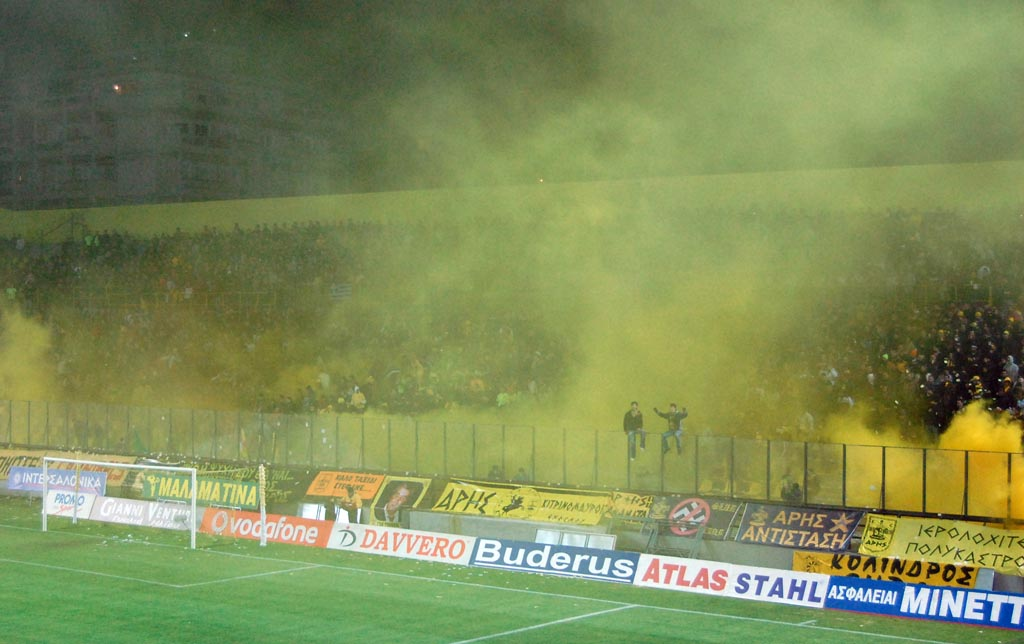
Під час матчу кубка УЄФА між «Арісом» і португальською «Брагою», 8 грудня 2007 року.
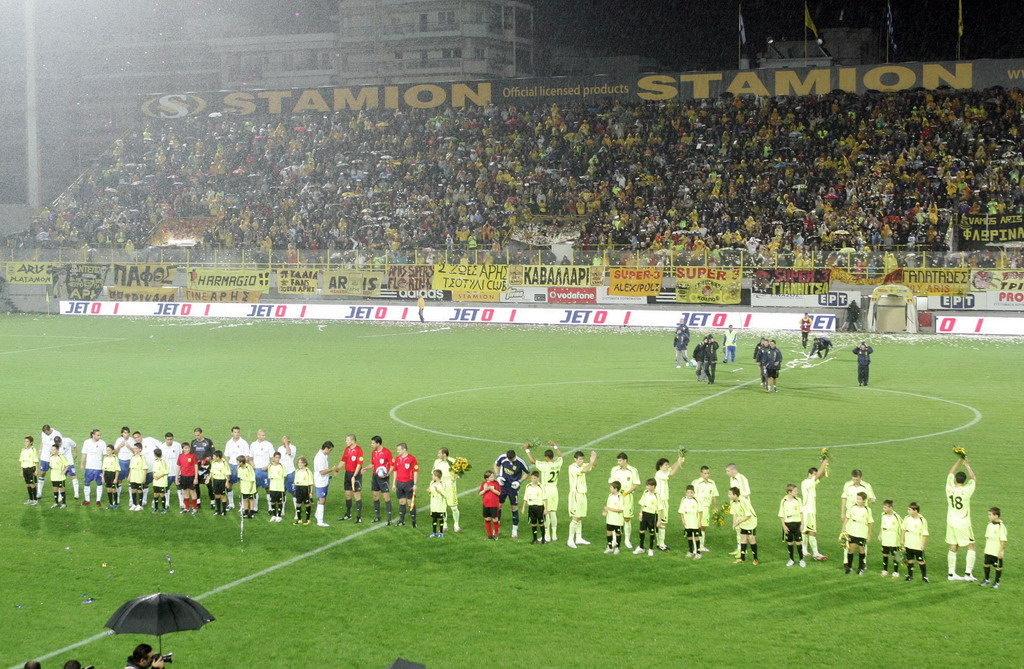
Під час матчу кубка УЄФА між «Арісом» і іспанською «Сарагосою», 13 червня 2008 року.
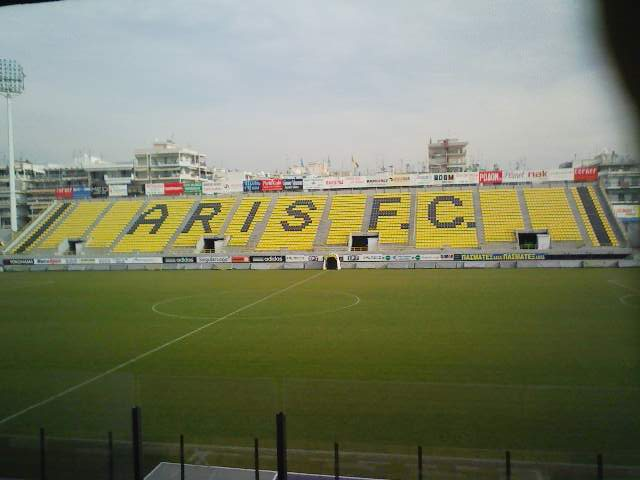
Вид на пусті трибуни стадіону, 20 липня 2009 року.
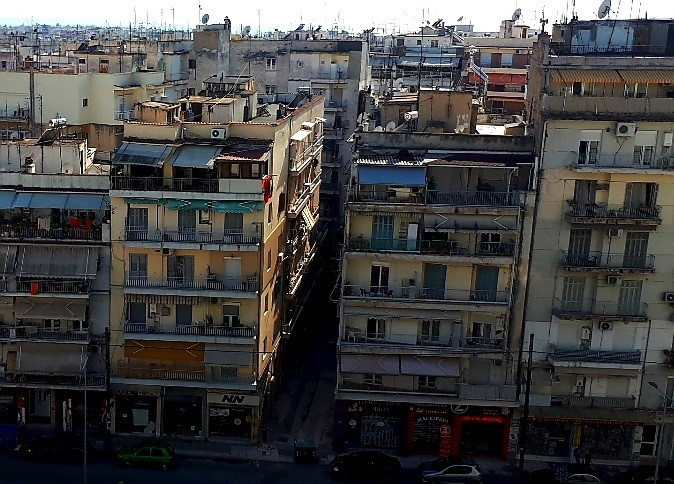
Вид з трибун, під час матчу чемпіонату Греції.
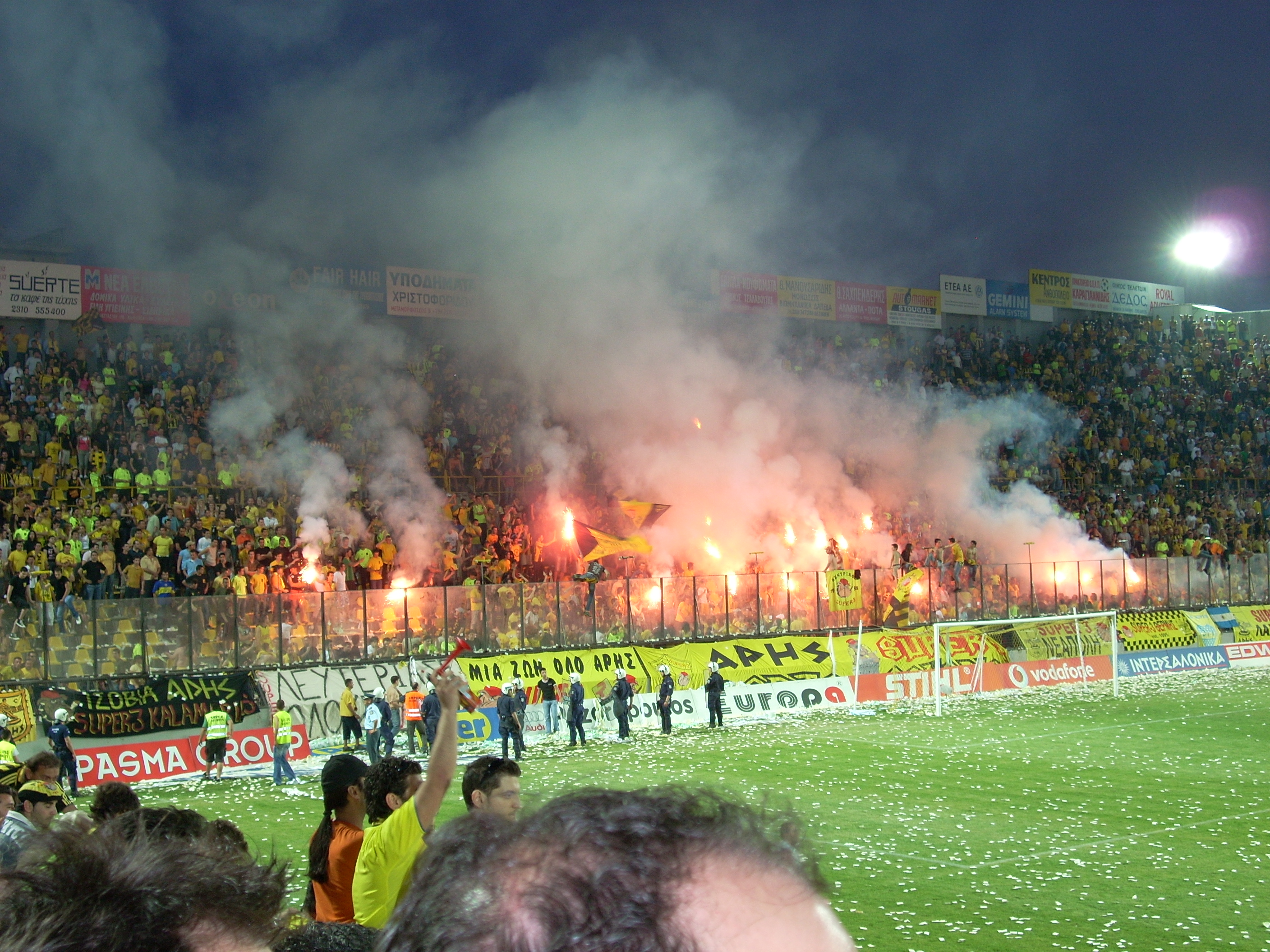
Вболівальники «Аріса», 15 травня 2007 року.
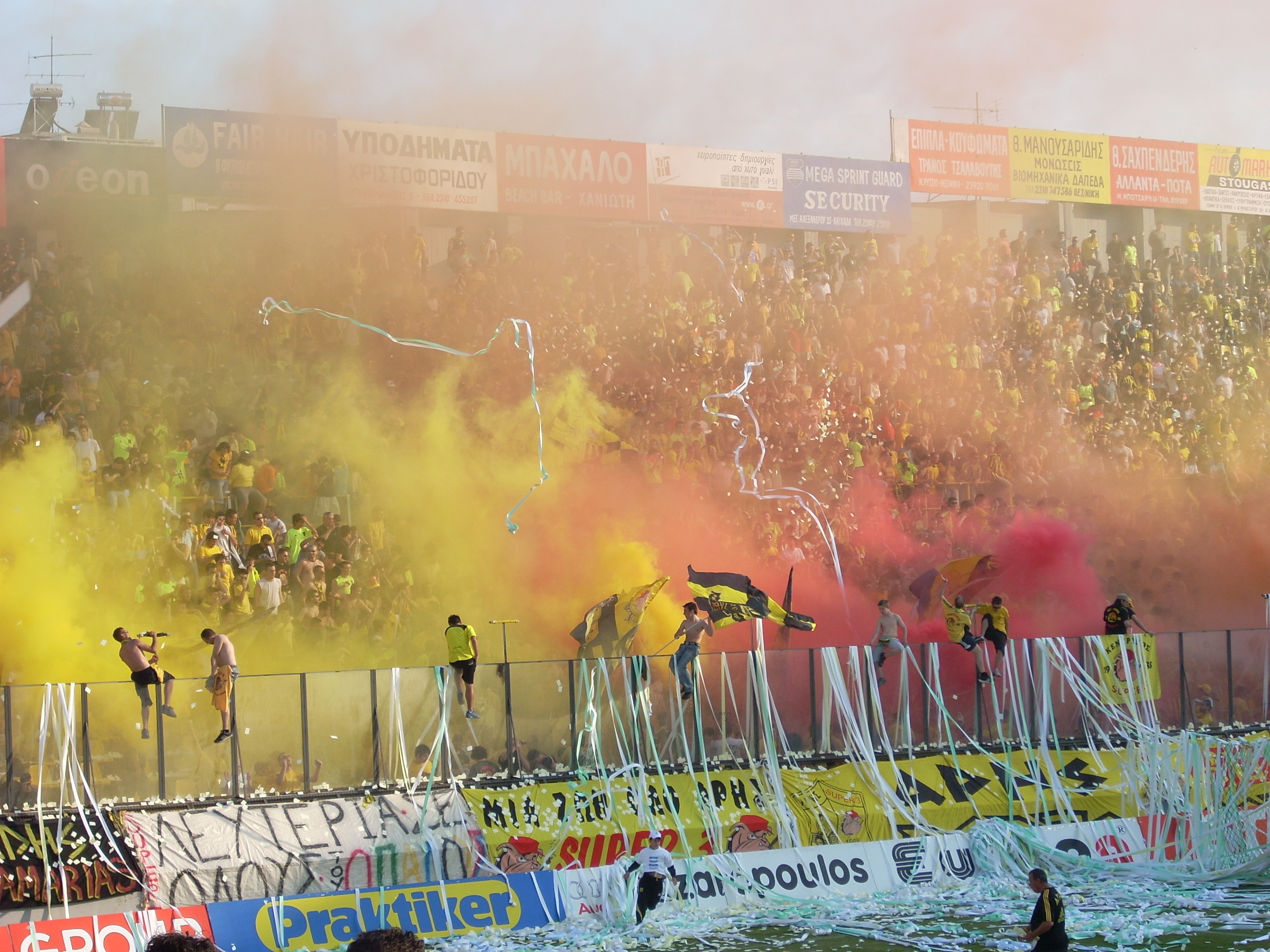
Димова завіса над стадіоном, 20 липня 2007 року.
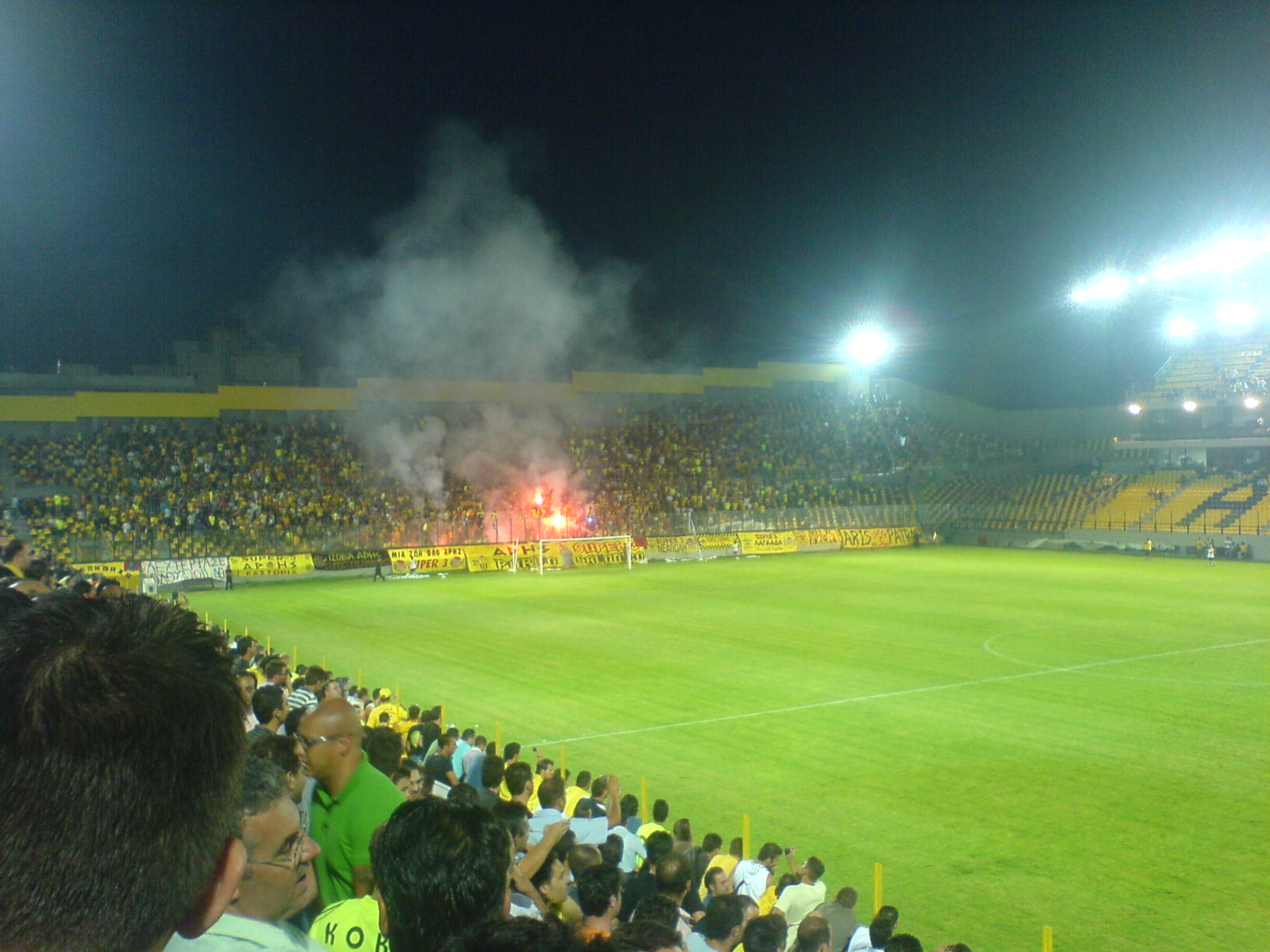
Стадіон «Клеантіс Вікелідіс» ввечері, 8 серпня 2007 року.
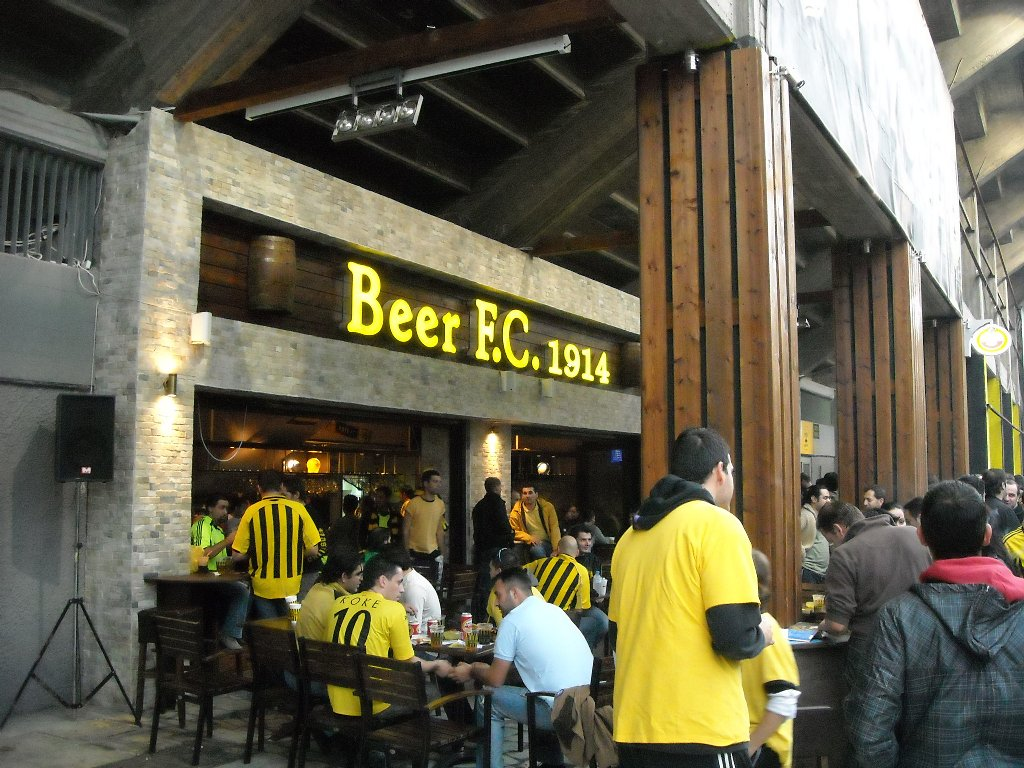
Вболівальники «Аріса» біля бару «Aris Beer».